# Phyllanthus scabrifolius
Phyllanthus scabrifolius är en emblikaväxtart som beskrevs av Joseph Dalton Hooker. Phyllanthus scabrifolius ingår i släktet Phyllanthus och familjen emblikaväxter. Inga underarter finns listade i Catalogue of Life.